# Симская (станция)
Си́мская — железнодорожная станция Башкирского региона Куйбышевской железной дороги, расположенная в городе Симе Челябинской области на Линейной улице.

## Информация
Станция была основана в 1890 году в ходе строительства Самаро-Златоустовской железной дороги.
На станции производятся все виды грузовых и пассажирских операций: приём и выдача грузов на подъездных путях, повагонное обслуживание складских операций, продажа билетов на поезда местного и дальнего следования, багажные операции.
Станция была соединена с Симским заводом железнодорожной конкой. В начале 1930-х в результате реконструкции был проложен второй путь. В 1954 году после электрификации появились электровозы ВЛ. В 1959—1960 годах налажена электросвязь путевых рабочих и машинистов со станцией, введено радиооповещение. В 1962—1963 годах проведена реконструкция станции с удлинением путей, в 1969 году построено новое здание дежурной службы. Маневрирование производится тепловозом, вызываемом со станции Миньяр.

## Дальнее сообщение
По графику 2020 года через станцию курсируют следующие поезда дальнего следования:

### Круглогодичное движение поездов
| № поезда | Маршрут движения          | № поезда | Маршрут движения          |
| -------- | ------------------------- | -------- | ------------------------- |
| 11       | Владивосток — Самара      | 12       | Самара — Владивосток      |
| 87       | Нижневартовск — Самара    | 88       | Самара — Нижневартовск    |
| 101      | Нижневартовск — Пенза     | 102      | Пенза — Нижневартовск     |
| 143      | Нижневартовск — Уфа       | 144      | Уфа — Нижневартовск       |
| 147      | Нижневартовск — Астрахань | 148      | Астрахань — Нижневартовск |
| 331      | Новый Уренгой — Уфа       | 332      | Уфа — Новый Уренгой       |
| 391      | Челябинск — Москва        | 392      | Москва — Челябинск        |